# Sultamicillin
Sultamicillin ist ein Prodrug-Antibiotikum, in dem das β-Lactam-Antibiotikum Ampicillin als bakterizid wirksamer Bestandteil und Sulbactam als Inhibitor der β-Lactamase chemisch durch eine Acylalstruktur (Diester geminaler Diole) gekoppelt sind. Durch diese Bindung erhöht sich die Aufnahme über den Darm (orale Bioverfügbarkeit) gegenüber der Kombination beider Substanzen als freie Moleküle. Nach erfolgter Resorption wird die Bindung hydrolytisch gespalten.
Sultamicillin ist ein Breitband-Antibiotikum. Es entfaltet seine Wirkung auch auf β-Lactamase-Bildner (u. a. Staphylococcus aureus) und anaerobe Bakterien. Anwendungsgebiete sind vor allem Harn- und Atemwegsinfekte durch ampicillinempfindliche Bakterien, aber auch die Gonorrhoe.
Die Plasmahalbwertszeit beträgt ca. eine Stunde. Ampicillin und Sulbactam werden unverändert renal ausgeschieden. Als Nebenwirkungen wurden hauptsächlich Diarrhoen beschrieben, allergische Reaktionen sind möglich.
|                                                                      |                              |
| Strukturformel von Ampicillin                                        | Strukturformel von Sulbactam |
|                                                                      |                              |
| Strukturformel von Sultamicillin, blau = Ampicillin, rot = Sulbactam |                              |

## Handelsnamen
Monopräparate
Unacid PD oral (D), Sultamicillin ratio 375 mg (D), Unasyn (D, A)